# Emilie Cummings-Enneking
Emilie Cummings-Enneking (13 juli 1959) is een Nederlands beeldhouwster, die woont en werkt in Wassenaar.

## Leven en werk
Cummings-Enneking volgde de beroepsopleiding tot keramist aan de SBB Gouda en deed 'Ceramics' aan het Cambridge Center for Adult Education in Boston, (Verenigde Staten). De beeldhouwster is getrouwd met drs. Tom Cummings, die verbonden is aan de Nyenrode Business Universiteit. Ze hebben vier kinderen.
Cummings maakt vooral sculpturen van polyester, die ook in de openbare ruimte te zien zijn of waren, zoals:
- Montessorischool Wassenaar, 2001
- Hoofdkantoor Shell, 2003
- Het 9 m hoge beeld Equanimity voor Giovanni Cannas in Volterra, Toscane (Italië), 2009 - 2011[2][3]
- Stadhoudersplein Wassenaar
- Acoustic trail, Villa Maarheeze, Wassenaar, 2014[4]

## Prijzen
- Eerste prijs Biennale Florence 2009[5]
- Eerste prijs European Federation of Art Critics London Biennale voor "Lost"[6][7]
- Tweede prijs Sculpture London Biennale[6]

## Galerij

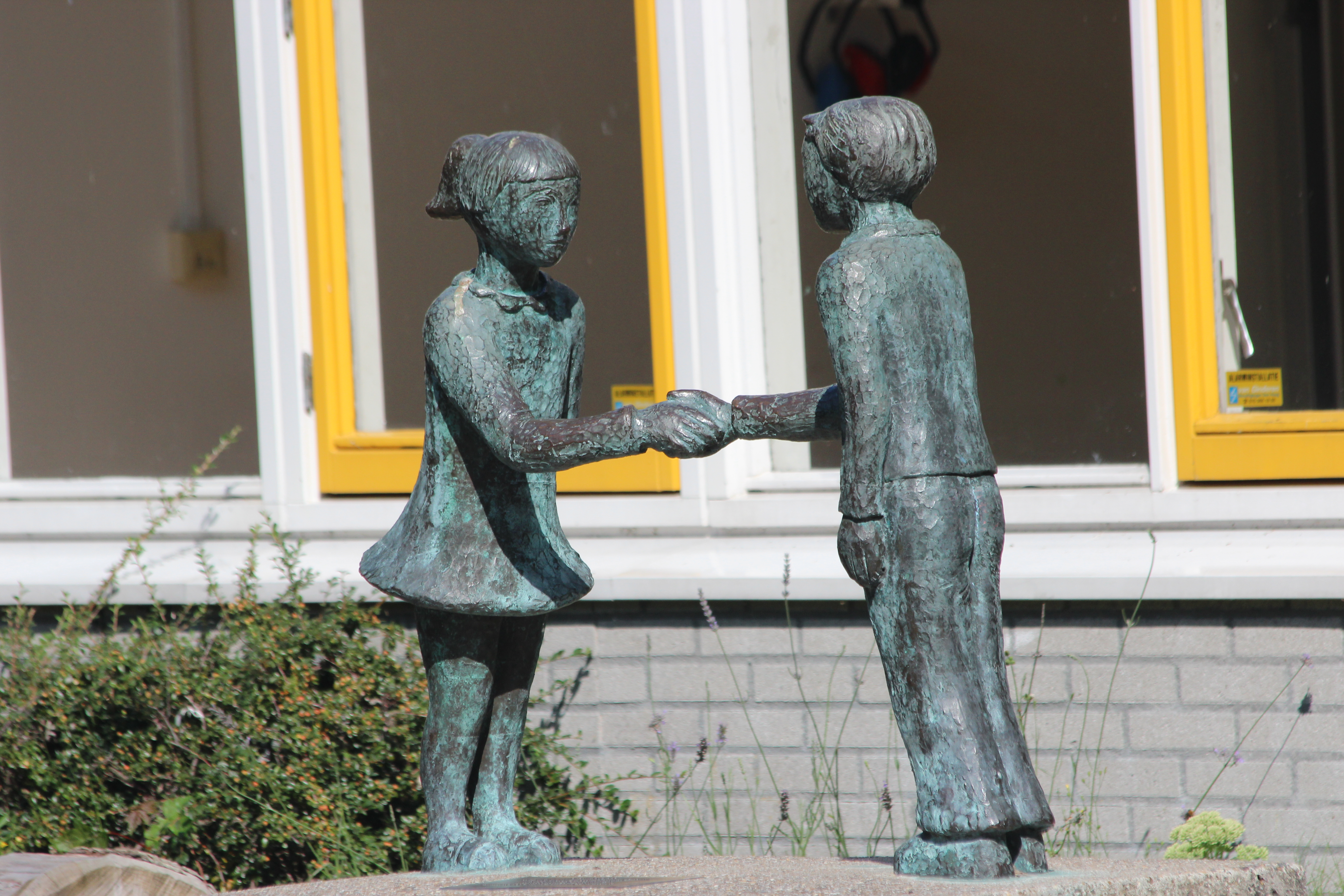
Beeldje Montessorischool (2001), Wassenaar
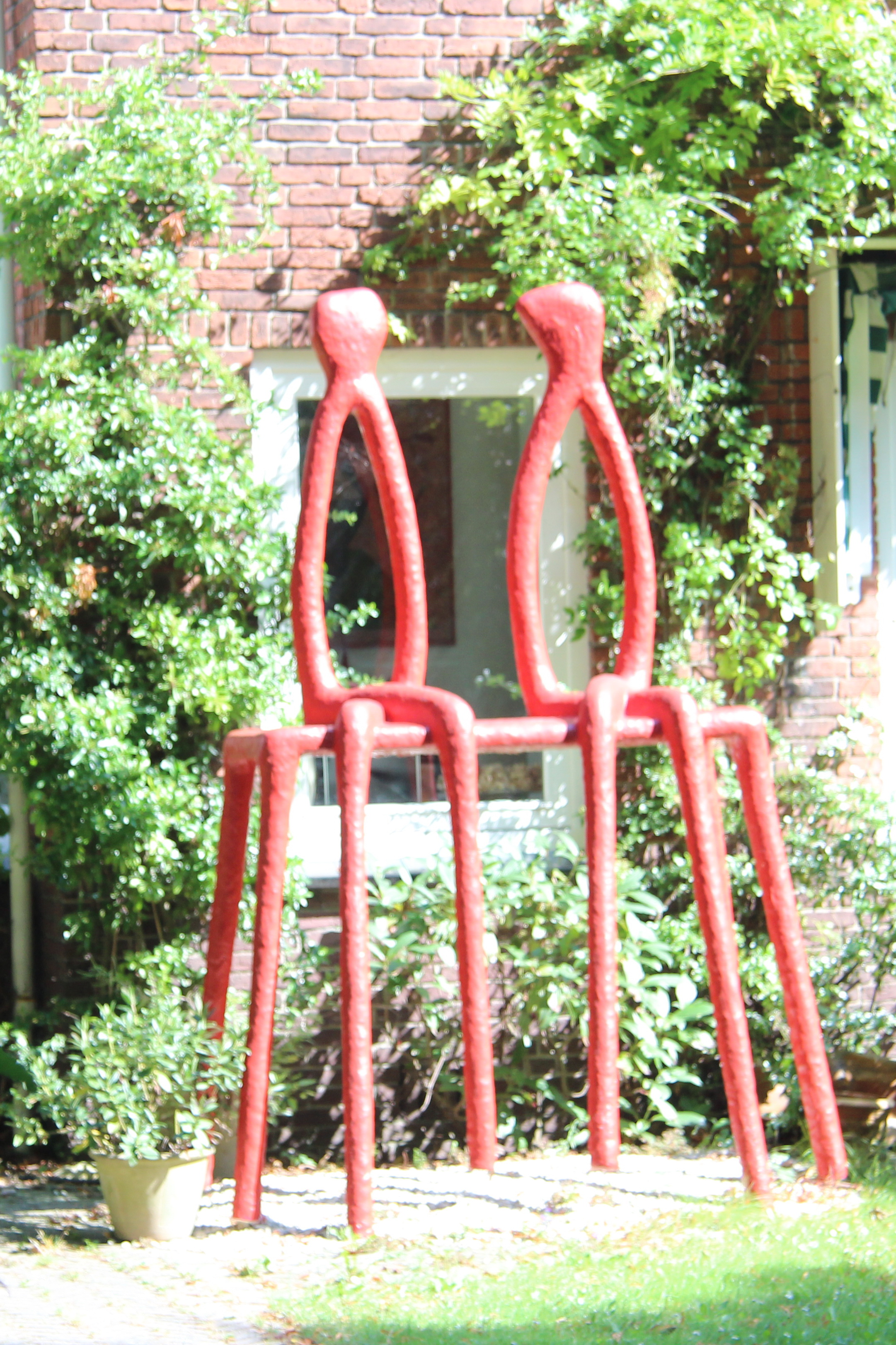
Open Minds (2012)
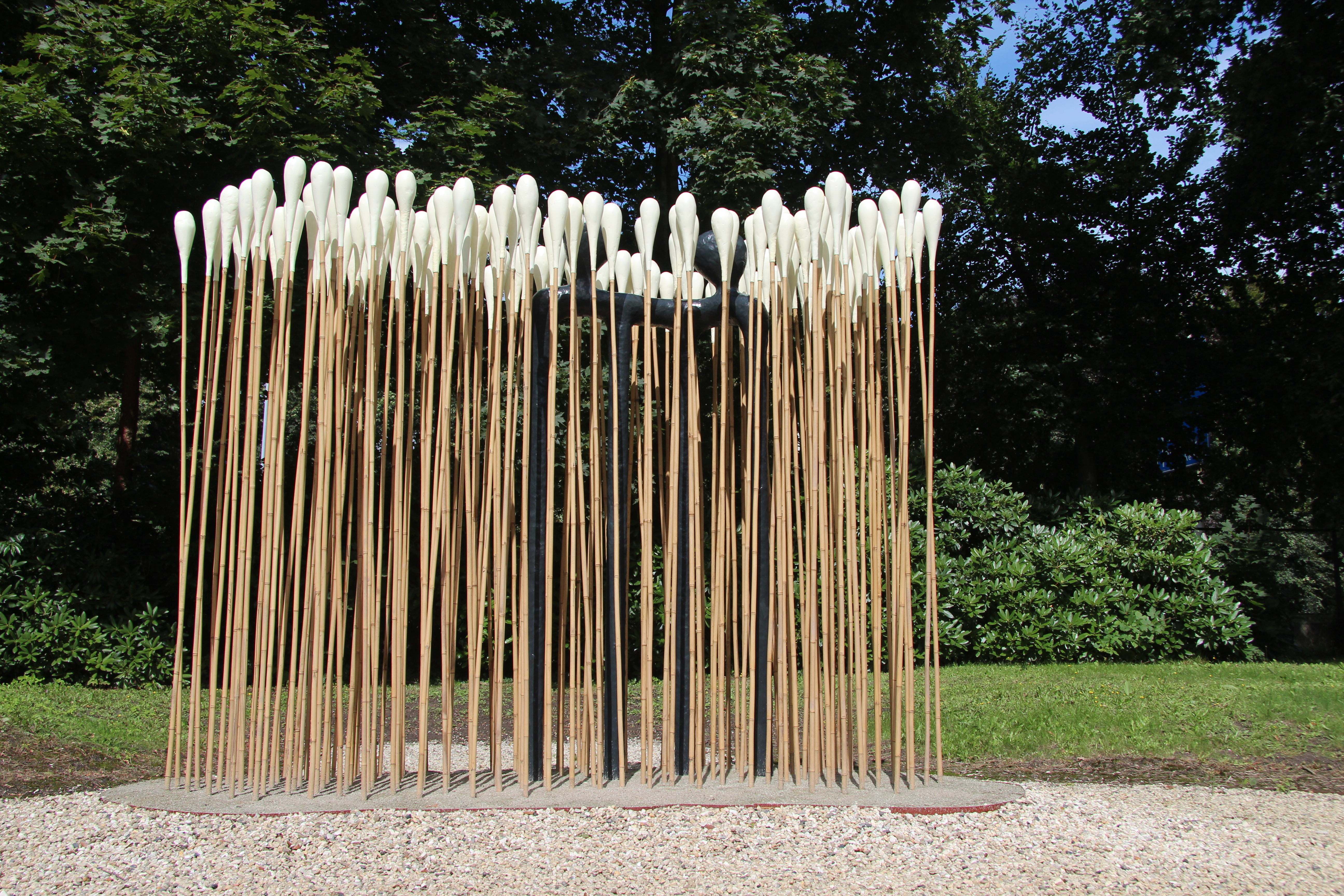
Acoustic trail (2014), Wassenaar